# Sketch book～素描簿～
《Sketch book～素描簿～》（日语：スケッチブック）是日本漫畫家以四格漫畫形式創作的日本漫畫作品。於Mag Garden的雜誌「COMIC BLADE」2002年4月號（創刊號）開始連載，另有在COMIC BLADE的臨時增刊「COMIC BLADE MASAMUNE」2003年1月號至2005年秋号連載公差版。2007年改編成電視動畫。
故事題材多為作者小箱本人的親身經歷。

## 劇情簡介
剛上高中的梶原空在迷惘要入哪個學部，偶然到美術部參觀後也就順勢加入了。以福岡市為舞台，描寫有個性的美術部員們熱熱鬧鬧的日常瑣事。雖然也有橫跨幾個四格來展開的故事，但基本上都是一個四格內完結。
另外本作中有貓等多種動物登場，而且在分鏡漫畫中亦有以貓咪們為主角的章節。

## 登場人物

### 一年級部員
梶原空（聲：花澤香菜）
本作的主角。身高155cm，2月4日出生，血型是A型，視力2.0，長直髮。1年2組的學生。沉默、甚少說話，在漫畫中，台詞不使用圖說框來表示。有時也會用手勢來表達意思。但是與空閑相處久了？也有會說話的時候。性格是所謂的「天然呆」，平時都是悠閒地獨自行動的人。有時會對曾經嘗試過或常見的事物特別在意，一次又一次地去空想。又驚訝的時候會擺出特別的姿勢，有時還會有脫線的動作出現。喜歡散步，很耐走路。又，亦常在街中察看貓咪和給牠們餵食（但是，多半是用超過保存期限的食物）。
麻生夏海（聲：中世明日香）
身高158cm，10月3日出生，血型是O型。長髮及肩，綁著左右雙馬尾。1年1組的學生。邀空一起去美術部參觀，並且入了美術部。性格開朗，說博多腔。當有新的話題或想法時，就會拉空或葉月去說過不停。喜歡做某兒童節目中的布偶，有很多這類的布偶。養著一隻名叫「小黑」的狗。表兄上野彩雲是美術部畢業的OB。
鳥飼葉月（声：牧野由依）
身高154cm，5月17日出生，血型是A型。黃色短髮，大腦門兒。1年4組的學生，第三位入美術部的一年級生。美術部的前輩多稱呼她「小鳥」，不怎麼多說話。由於學校離老家遠，現在一個人住著。因此相當窮命，小小的事都會去想能不能盡量節約、節省。以便服外出時常戴帽子。尤愛戶頭銀行的吉祥物「福田得之助」（戲仿福岡銀行的「得田福之助」）。
凱特（声：後藤邑子）
身高156cm。9月1日出生，血型O型，姓氏不明。金色長直髮。1年10組的學生。在空她們入部一段時間後才加入美術部。性格開朗率直，某些時候會露出相當糊塗的一面。雖然是加拿大出身的外國人，但懂一定程度的日文，也有一部份的日文甚至比日本人更瞭解。因此，在劇中凱特幾乎都在與日文或日本文化有關的情節中登場。養著一隻叫「波波」的「波斯貓」。

### 二、三年級部員
空閑木陰（聲：齋藤桃子）
身高140cm，12月19日出生，血型是A型。長髮及肩，後面綁一條馬尾，大額頭。2年10組的學生。被稱呼。雖然基本上是撲克臉，常常以眼的變化來表現感情之外，被真砂說指不會笑而接受過特訓後，好像變得會笑了。平時很少說話，對人說話時多半是說故弄玄虛的說話。最怕伯勞和心靈現象之類，在說這種話題的人前表情會變怪。養了一隻名叫「小湯」的貓。
佐佐木樹樹（聲：近江知永）
身高176cm，6月6日出生，血型是O型。曲長髮後綁著一條馬尾，細眼。2年6組的學生。常被叫做。性格健忘，是跟空不同的另一種「天然呆」，但沒甚麼這方面的自覺，會嚴肅地露出糊塗的一面。興趣是音樂，擅長彈結他，尤好小調。與渚關係特別好。最害怕毛蟲。偶爾會跟渚一起煮咖喱（動畫版中設定為不擅長做料理，第6話集訓時與渚一起做當作晚飯的咖喱，但失敗了）。
涼風搭檔
指田邊涼和冰室風，兩人幾乎都是一起行動，因而得名。動畫版似乎被描寫為幽靈部員的樣子（心血來潮的時候才會去參加活動）。另外，作者沒特別去考慮讀法，說是讀成或都沒所謂。又，電視動畫中用的讀法。
登場時大多是一唱一和或做對口相聲。單行本後記的主持人。在美術部顧問的朝倉素宜老師到故事舞台的學校中任教前已經相識，敬慕為“師父”。雖然學習上是頗優秀，但由於考試時也是迷糊的樣子，因此成績不好。
田邊涼（聲：淺野真澄）
身高158cm，12月20日出生，血型不明。啡色的湯碗頭，髮尾向左右散開。2年1組的學生。與風的樣子相似，瞳色是茶色。會有單獨登場的時候。
冰室風（聲：桑谷夏子）
身高158cm，12月21日出生，血型不明。紫色長髮。2年1組的學生。與涼的樣子相似，瞳色是黑色。最初是用博多腔來說話。跟涼不同的是沒有單獨出場過。
栗原渚（聲：田村由香里）
身高147cm，7月7日出生，血型是B型。蓬鬆的短髮上常豎著兩條像觸角一樣的頭髮。2年6組的學生，樹樹以來稱呼。喜歡大自然，常在山水之間遊歷。還有豐富的動植物知識，對記載了實地考察資料圖鑑上的時大概都會瞭解。但是，以學生來說對實際接觸動植物的經驗有限，也曾在圖鑑裏沒記載過的初次遇到的昆蟲前感到困惑。除了大自然之外，亦有豐富的常識。與樹樹關係特別好。即使是女性也付以「XX君」來稱呼對方。偶爾會跟樹樹一起做咖喱。
神谷朝霞（聲：小清水亞美）
身高162cm，2月19日出生，血型是O型。淺粉紅色的髮後綁著一束馬尾，有兩至三條向前散出的頭髮。2年2組的學生。喜歡做手工，可以用在身邊的任何東西來做些有的沒的。性格開朗，喜歡惡作劇。雖然個子小，但擁有無視部長的膽色。沒有雙親，與哥哥雷火和姊姊雪花三人住在一起。負責購買神谷家晚餐等事務。包括家人在內對何人都慣用敬語。騎單車上學。
大庭月夜（聲：能登麻美子）
身高162cm。11月13日出生，血型是A型。蓬亂的黑色短髮，瀏海長得把眼睛完全遮住。雖然在第3卷的角色介紹是2年9組學生，但在第2卷首次登場的自我介紹中卻說是「2年8組的大庭月夜」，星座占卜時又查閱金牛座（4月20日-5月21日），相當多矛盾之處。樹樹以「大庭っち」來稱呼她。雖然是美術部員但幾乎沒參加過活動，因此除了部長、空閑和空之外的部員包活春日野老師在內都不記得她的名字。當劉海有礙時會把瀏海全部梳向後綁起，由於幾乎完全改變了形像而完全使周圍的人不察覺到她的存在，（有時在課外活動以外也會一起行動的）空閑也一點都沒有察覺到。
根岸大地（聲：下野紘）
身高165cm，5月14日出生，血型是AB型。2年10組學生。被木陰付以「ちゃん」來稱呼（通常應只對年紀比自己少或親眶的人用）。性格相對爽朗，但是相當小氣易怒。一次又一次地成為木陰和朝霞開玩笑或惡作戲的對象。喜歡怪獸，常想出原創的怪獸。雖然害怕狗，某日在美術部的室外活動時由於被野狗纏著，養了那隻狗並起名叫「犬男」。動畫版中有個就讀中學一年級名叫「水面」的妹妹。
須堯雨情（聲：田坂秀樹）
身高182cm，9月9日出生，血型是O型。與樹樹一樣是細眼。3年7組的學生。美術部的部長，也是部內唯一有常識的人。多對部員們或先生有個性的言行做反應的一方。不太會笑，但一摸到可愛的貓咪時就會表現出燦爛的微笑。有很廣的知識，有可以跟凱特以英文對話般程度的英語會話能力。

### 老師
春日野日和（聲：廣橋涼）
身高163cm，7月31日出生，血型B型，年齡不詳。黃色的湯碗頭短髮。是美術教師及美術部顧問。性格開朗又愛說愛笑，但對教育不怎麼熱心。養了一隻叫小P的公雞，而且還帶過去學校。又將電視、冰箱等各種各樣的私物拿進美術準備室。雖然有時會在劇情中駕車出場，如拉起了手煞車來行走等，駕駛技術相當馬虎。
朝倉素宜
身高162cm。12月10日出生，血型是A型，24歲。美術部的顧問，美術部後來才加入的第2位美術部顧問。髮型是剪齊的短髮並呈扇形散開。特技是魔術，腹語術和投擲撲克亦擅長。常打瞌睡，無論在哪裏都能睡著。與涼風搭檔在到作為舞台的學校任教前已經認識，被兩人敬慕為「師傅」。養著一隻名叫咕咕的鳩鴿。動畫版中只在最終回的片尾曲中登場。

### 其他
梶原青（聲：大原沙耶香）
身高152cm，3月30日出生，血型是A型，13歲。是空的弟弟，與姊姊不同是有一般常識的人，照顧著不可靠的姊姊。興趣是玩電視遊戲。
上野彩雲
身高174cm，6月22日出生，血型是A型，20歲。是夏海的表兄，美術部的OB。從留著鬍子和服裝穿著的外表來看，為人有點散漫。與校友柴田是熟人。興趣是釣魚。說北九州一帶的方言。
柴田真砂
身高165cm，8月8日出生，血型是A型，短髮，20歲。美術部的OG。戴著大大的眼鏡。間或探訪美術部，與空閑木陰關係好。與上野和雪花是同期畢業生。說北九洲一帶的方言。
神谷雪花（聲：清水香里）
身高163cm，1月9日出生，血型是A型，20歲。朝霞的姊姊，美術部的OG。性格穩重，能對粗枝大葉的朝霞的行動冷靜地一一吐糟。在神谷家中負責做菜。與柴田和上野是同期畢業生。
神谷雷火（聲：大原崇）
身高177cm。4月4日出生，血型是O型，23歲。朝霞的哥哥。雖不屬美術部，也沒有美術相關知識，但有見過春日野老師。性格沉著而悠閒，但與妹妹朝霞一樣，也有天然而健忘的一面。
霧島溪
空在班上的朋友。歸宅部。學習苦手，擅長音樂。曾向佐佐木請教小調。
小木高嶺
空在班上的朋友。歸宅部。優等生，大胃王。和霧島是春日野老師拉攏入部的對象。
根岸水面（聲：日笠陽子）
身高139cm，7月16日出生，血型是O型，13歲。動畫版的原創角色，大地的妹妹。中學1年級生。常拿著電子照相機四處逛，將平時不經意的風景不斷映下來。性格開朗不怕生，但也有失言而讓人詫異的一面。第1話開始就反覆在空面前出現，直到第10話知道真正身份前，片尾的字幕以「謎之少女」來表示。在證實與大地為兄弟前有些不經意的短鏡頭登場，又有些似乎是兄妹對話的通電話劇情，那些劇情似乎都是在埋下伏線。又，身高和外貌看起來都讓人誤以為是小學生。在動畫版完結兩年之後，終於在原作中登場。
彌生優子（聲：大原沙耶香）
動畫版的原創角色，在原作亦以路人角色登場。在空她們住的城市中做兼職的大學生。主要是在食店中打工。正式登場是在最終回的最後一個情節中。

### 動物
米奇（聲：金田朋子）
雌性的三色貓。野貓，叫聲微弱。眼神兇狠，操蹤著附近的野貓們。貓與貓之間對話時說日本貓語（貓語言中的日本語）的博多腔。懂得咬著麥克筆來寫平假名和漢字。動畫版中偶然會在學校出現。
小心（聲：伊藤靜）
雌性的虎皮貓。深色眼睛。雖然怕高但最近克服了。貓之間說話時會說付以語尾的日本貓語（為了容易點從人類處得到食物而這樣說的）和外國貓語（貓語言中的英語），可以跟波波以外國貓語溝通地精通雙語。與米奇相比顯得舉止冷靜。
波波（聲：齊木美帆）
凱特飼養的貓，雄性的波斯貓。貓之間對話時說外國貓語（貓語言中的英語）。經常迷路，正找尋前往金田町（注意日語中「金田」與「加拿大」發音相近，而主人凱特又剛好來自加拿大）的路中。
熊熊（聲：中田讓治）
雄性。品種不明說不定是雜種。由於頭大五官又集中在中間，雖然外貌非常突出但也只不過是貓（由於毛非常長所以看起來頭很大）。萬事通而又自大。與體型不符地身體比三毛還輕快。貓之間以日本貓語來說話。懂得咬著麥克筆來寫平假名和漢字。憧憬著被人著收養，說是「想戴上時髦的項圈」，終於第4卷中被朝霞拾到，成為神谷家的家貓。
小灰（聲：大原沙耶香）
雄性的虎皮貓。雖然是野貓，但也有戴上過項圈的時候。會靠近人類，但不算經常。由於還幼比其他貓來說身體有點小。貓之間對話時只會說，雖然會寫字但也是只會寫。
小P（聲：齋藤桃子）
春日野老師飼養的公雞。有時會被老師帶去學校。由於小雞時會P、P地叫，因而得名。當春日野老師說「要不要吃雞呢」或者「想吃雞」等微妙的話時，會有立即離開現場又或者會瞬間疆硬化的舉止出現。
小湯
木陰飼養的貓，很體貼主人。在登場的貓中是少數沒以真實的貓作為模特兒的。
小黑（聲：下野紘）
夏海養的狗。無論做甚麼很快就會厭煩。性格懶惰，但一去散步就會定不下來，冒失成性。
犬男（聲：能登麻美子）
大地養的狗。口成三角形狀，叫聲是。本來是野狗，一次美術部的郊外活動在行山時纏著大地，就這樣把牠養了。性格溫馴，看不出表情來。
咕咕
朝倉老師飼養的白鴿。她多作變魔術用的。與主人相似，愛打瞌睡。
拉拉
栗原渚的寵物鼠。在COMIC BLADE 2003年2月號中的扉頁畫登場時只有名字和模樣，正式在本編初次登場是在2007年10月號。
小白
不知性別的白貓。野貓，很愛黏人，由於常貼近腳邊，常被人踩到。
夏米
暹羅貓。家貓，膽小，一見到有人來就會逃跑。與三毛、小哈、小灰三隻貓打架，以一敵三贏了。

## 主要舞台
高中學校
男女校，男女制服都有西式上衣。附近靠近大自然，路上有蛙到處亂跳，夏天晚上有螢光蟲飛舞。有蒼耳和薏苡等自生於草叢中。動畫是以取材協力校的福岡縣立太宰府高等學校、雜餉隈附近（特別是雜餉隈2號閘道（美食城）附近一帶）的風景及西鐵天神大牟田線、西鐵巴士沿線的風景（志免碳礦、築紫平野等）附近一帶來作取景場地。
美術部
基本上美術部的活動都在美術室裏進行。因此，活動總是由收拾排好放著的桌子開始。

## 出版書籍
單行本由Mag Garden發行，中文版由台灣東立出版。「公差篇」只收錄了數頁四格漫畫，大部份內容皆非四格漫畫。另外，在日本與第4卷同時發售的《小箱とたん作品集 SCORE BOOK～記分簿～》收錄了短篇漫畫特集《土龍》，非四格漫畫。
| 冊數   | Mag Garden    | Mag Garden                                              | 東立出版社     | 東立出版社             |
| 冊數   | 發售日期      | ISBN                                                    | 發售日期       | ISBN                   |
| ------ | ------------- | ------------------------------------------------------- | -------------- | ---------------------- |
| 1      | 2003年5月10日 | ISBN 4-901926-50-0                                      | 2008年2月15日  | ISBN 978-986-10-0955-1 |
| 2      | 2005年1月11日 | ISBN 4-86127-109-6                                      | 2008年2月15日  | ISBN 978-986-10-0956-8 |
| 3      | 2006年1月10日 | ISBN 4-86127-229-7                                      | 2008年4月30日  | ISBN 978-986-10-0957-5 |
| 公差版 | 2006年1月10日 | ISBN 4-86127-230-0                                      | 2008年4月3日   | ISBN 978-986-10-1245-2 |
| 4      | 2007年9月10日 | ISBN 978-4-86127-426-8                                  | 2008年5月27日  | ISBN 978-986-10-0958-2 |
| 5      | 2008年3月28日 | ISBN 978-4-86127-491-6                                  | 2008年8月20日  | ISBN 978-986-10-1595-8 |
| 6      | 2009年6月10日 | ISBN 978-4-86127-630-9                                  | 2010年2月9日   | ISBN 978-986-10-3948-0 |
| 7      | 2010年10月9日 | ISBN 978-4-86127-776-4                                  | 2011年8月2日   | ISBN 978-986-10-6619-6 |
| 8      | 2012年1月10日 | ISBN 978-4-86127-930-0 （限定版）                       | 2012年12月26日 | ISBN 978-986-10-9467-0 |
| 9      | 2013年5月10日 | ISBN 978-4-80000-149-8 ISBN 978-4-80000-117-7（限定版） |                |                        |
| 10     | 2014年6月3日  | ISBN 978-4-80000-318-8 ISBN 978-4-80000-296-9（限定版） |                |                        |
| 11     | 2015年5月9日  | ISBN 978-4-80000-455-0                                  |                |                        |
| 12     | 2016年10月8日 | ISBN 978-4-80000-619-6                                  |                |                        |
| 13     | 2018年7月10日 | ISBN 978-4-80000-786-5                                  |                |                        |
| 14     | 2019年9月10日 | ISBN 978-4-80000-894-7                                  |                |                        |

### 相關書籍
作品集
- SCORE BOOK～記分簿～（スコアブック 小箱とたん作品集）

| 冊數 | Mag Garden    | Mag Garden             | 東立出版社    | 東立出版社             |
| 冊數 | 發售日期      | ISBN                   | 發售日期      | ISBN                   |
| ---- | ------------- | ---------------------- | ------------- | ---------------------- |
| 全   | 2007年9月10日 | ISBN 978-4-86127-427-5 | 2008年5月28日 | ISBN 978-986-10-1413-5 |

導讀手冊
| 冊數 | Mag Garden     | Mag Garden             |
| 冊數 | 發售日期       | ISBN                   |
| ---- | -------------- | ---------------------- |
| 全   | 2007年12月21日 | ISBN 978-4-86127-462-6 |

## 電視動畫
於2007年10月至12月在東京電視台播映，以《Sketchbook ～full color's～》（スケッチブック 〜full color's〜）為標題。內容由原作的章節加上1話完結的原創故事構成，全13話。
動畫版特別創造新角色根岸大地的妹妹「根岸水面」。另外，雖然動畫版中的高中取材自福岡縣立太宰府高等學校，但福岡縣的東京電視網成員台（TVQ九州放送）並沒有播放動畫版。
DVD全6卷，各卷收錄了原作故事Picture Drama作為影像特典。

### 製作人員
- 原作：
- 監督：平池芳正
- 監修：佐藤順一
- 系列構成、劇本：岡田麿里
- 人物設計、總作画監督：杉本功
- 衣服設計：吉川美貴
- 美術監督：田尻健一
- 色彩設計：
- 撮影監督：伊藤邦彦
- 編輯：坪根健太郎
- 音響監督：鶴岡陽太
- 音響制作：樂音舎
- 音樂：村松健
- 音樂制作：JVC Entertainment
- 音樂協力：東京電視台Music
- 動畫制作：HAL FILM MAKER
- 製作：full color's

### 主題歌
片頭曲
（第1話－第11話、第13話）
歌：清浦夏實，作詞：，作曲、編曲：鈴木智文
（第12話）
歌：清浦夏實，作詞：清浦夏實，作曲：前口涉，編曲：鈴木Daichi秀行
片尾曲
（第1話－第12話）
歌：牧野由依，作詞、作曲：大江千里，編曲：清水信之
（第13話）
歌：花澤香菜、中世明日香、牧野由依，作詞：河井英里，作曲、編曲：村松健
插入曲
（第4話、第9話）
歌：牧野由依，作詞：岡崎葉，作曲、編曲：鈴木智文

### 各集列表
| 話數 | 標題 | 中譯                      | 劇本     | 分鏡     | 演出              | 作畫監督   |
| ---- | ---- | ------------------------- | -------- | -------- | ----------------- | ---------- |
| 1    |      | 拿著素描簿的少女          | 岡田麿里 | 平池芳正 | 唐戶光博          |            |
| 2    |      | 日常的風景                | 岡田麿里 | 福田道生 | 名取孝浩          | 河野稔     |
| 3    |      | 青的擔憂                  | 岡田麿里 | 田所修   | 奧野耕太          | 上田幸一郎 |
| 4    |      | 只有三人的素描大會        | 岡田麿里 | 佐藤順一 | 筑紫大介          | 鹽川貴史   |
| 5    |      | 貓咪貓咪之日              | 岡田麿里 | 佐山聖子 | 小高義規          |            |
| 6    |      | 夏天的回憶                | 岡田麿里 | 平池芳正 | 奧野耕太          | 海堂浩幸   |
| 7    |      | 在九月的一天…             | 岡田麿里 | 小野勝巳 | 唐戶光博          | 上田幸一郎 |
| 8    |      | 錄音機與少女二人組        | 岡田麿里 | 田所修   | 筑紫大介          | 鹽川貴史   |
| 9    |      | 為了什麼                  | 岡田麿里 | 福田道生 | 名取孝浩          | 速水廣一   |
| 10   |      | 相遇之前                  | 岡田麿里 | 木村隆一 | 佐藤清光          | 梶浦紳一郎 |
| 11   |      | 感冒的日子與貓咪貓咪part3 | 岡田麿里 | 佐山聖子 | 山本寬            | 三間カケル |
| 12   |      | 素描簿之日                | 岡田麿里 | 森健     | 小高義規          | 上田幸一郎 |
| 13   |      | 只有一個人的美術部        | 岡田麿里 | 田所修   | 唐戶光博 平池芳正 | 藤本悟     |

### 播放電視台
日本深夜動畫：下文記載的日本国内播放時間使用日本標準時間（UTC+9）表示。因為部分時間标识會採用30小时制，因此請留意这类超过24:00的时间，其實際播放時間為翌日清晨。
| 電視台     | 播放期間                      | 播放時間（UTC+9） |
| ---------- | ----------------------------- | --- |
| 東京電視台 | 2007年10月1日－2007年12月24日 | 星期一 26時00分～26時30分（星期二 02時00分～02時30分）                                                                               |
| 大阪電視台 | 2007年10月3日－2007年12月26日 | 星期二 26時25分～26時55分（星期三 02時25分～02時55分）                                                                               |
| 愛知電視台 | 2007年10月1日－2007年12月26日 | 星期一 26時35分〜27時05分（星期二 02時35分〜03時05分）                                                                               |
| AT-X       | 2007年10月4日〜2007年12月27日 | 星期四 10時30分〜11時00分 星期四 21時30分〜22時00分 星期一 14時30分〜15時00分 星期一 24時30分〜25時00分（星期二 00時30分〜01時00分） |

## 備註
1. ↑  『Sketch book Prefect workbook』，第61頁。
2. 1 2  『Sketch book Prefect workbook』，第94頁。
3. ↑  單行本第4卷，第92頁。
4. ↑  《Sketch book Prefect workbook》，第41頁。
5. ↑  《Sketch book Prefect workbook》，第43頁。
6. ↑  單行本第2卷，第123頁。
7. ↑  Metal P. . Sketch book官方Blog. 2007-12-07  [2008年2月23日]. （原始内容存档于2008-05-18） （日语）.
8. ↑  . Mag Garden.   [2016年5月12日]. （原始内容存档于2016年5月1日） （日语）.

## 外部連結
- 動畫官方網站（页面存档备份，存于）（日語）
- 動畫blog（页面存档备份，存于）（日語）
- Sketchbook ～ full color's ～（東京電視台）（页面存档备份，存于）（日語）
- 安利美特TV（页面存档备份，存于）（日語）
- メディファクラジオ（页面存档备份，存于）（日語）